# I liga 2000-2001 (calcio a 5)
Il Campionato polacco di calcio a 5 2000-2001 detto Liga halowa è stato il settimo campionato polacco di calcio a 5, disputato nella stagione 2000/2001 e che ha visto imporsi per la seconda volta nella sua storia il Clearex Chorzów che si aggiudica anche il suo primo double vincendo anche la Coppa di Polonia.
| Pos | Squadra                   | Pti | G  | V  | N | P  | GF  | GS  |
| --- | ------------------------- | --- | -- | -- | - | -- | --- | --- |
| 1   | Clearex Chorzów           | 61  | 22 | 20 | 1 | 1  | 179 | 63  |
| 2   | P.A. Nova Gliwice         | 53  | 22 | 17 | 2 | 3  | 136 | 71  |
| 3   | Jango Gliwice             | 37  | 22 | 12 | 1 | 9  | 121 | 104 |
| 4   | Unisoft Gdynia            | 34  | 22 | 10 | 4 | 8  | 113 | 90  |
| 5   | Skala Gralco Tychy        | 33  | 22 | 10 | 3 | 9  | 86  | 85  |
| 6   | Irex Sosnowiec            | 31  | 22 | 10 | 1 | 11 | 110 | 141 |
| 7   | Cuprum Polkowice          | 30  | 22 | 9  | 3 | 10 | 72  | 91  |
| 8   | DSI Legnica               | 29  | 22 | 9  | 2 | 11 | 112 | 103 |
| 9   | Wirtualna Polska Warszawa | 25  | 20 | 8  | 1 | 13 | 86  | 118 |
| 10  | Rekord Bielsko-Biała      | 22  | 22 | 7  | 1 | 14 | 91  | 115 |
| 11  | Telsport Katowice         | 18  | 22 | 6  | 0 | 16 | 84  | 117 |
| 12  | Paulo Torhen Gorzów       | 10  | 22 | 3  | 1 | 18 | 46  | 144 |

|  | Campione   |
|  | Retrocesse |